# Scotopteryx miljanovskii
Scotopteryx miljanovskii là một loài bướm đêm trong họ Geometridae.